# 22725 Drabble
22725 Drabble è un asteroide della fascia principale. Scoperto nel 1998, presenta un'orbita caratterizzata da un semiasse maggiore pari a 2,3692866 UA e da un'eccentricità di 0,1487873, inclinata di 5,25640° rispetto all'eclittica.